# Walki w Karenie (2010)
Walki w Karenie – starcia między armią Mjanmy a 5 Brygadą Demokratycznej Armii Buddyjskich Karenów (DKBA) i Narodową Armii Wyzwolenia Karenów (KNLA), rozpoczęte 7 listopada 2010 w dniu wyborów powszechnych w Mjanmie. Walki toczyły się w stanie Karen przy granicy z Tajlandią. Rozejm między rebeliantami i rządem podpisany został 12 stycznia 2012.

## Tło
Wojska birmańskie prowadziły liczne ataki na mniejszości etniczne w kraju, także na Karenów. W czerwcu 2010 ataki wojska i wspieranej przez rząd Demokratycznej Armii Buddyjskiej Karenów spowodowały przesiedlenie tysięcy cywilów należących do mniejszości etnicznej Karenów oraz ucieczkę 4800 uchodźców do Tajlandii. Podczas ataków DKBA dokonywała plądrowania wiosek, a w opuszczonych osadach podkładała miny. W sierpniu 2010 miały miejsce najbardziej intensywne ataki od 10 lat, skierowane przeciwko uzbrojonej opozycyjnej Armii Prowincji Shan, w wyniku czego przesiedlonych zostało 10 tys. cywili. W czasie grabieży dokonywano egzekucji cywili, a także wykorzystywano seksualnie kobiety. Także w sierpniu 2010 wojsko dokonało ataku na Birmańską Krajową Demokratyczną Armię Przymierza, co spowodowało ucieczkę do Chin ponad 30 000 osób, głównie z mniejszości etnicznej Kokang. Wewnętrzne przesiedlenia w 2010 objęły łącznie ponad 500 tys. osób.
7 listopada 2010 w Mjanmie miały pierwsze od 20 lat wybory powszechne. Jednak nie spełniały one standardów demokratycznych.

## Walki
W trakcie przeliczania głosów birmańscy żołnierze ponowili działania przeciwko Karenom. 8 listopada rozpoczęły się główne walki w mieście Myawaddy, gdzie wojsko posłużyło się ciężką artylerią. Co najmniej trzy osoby zginęły, a dwudziestu zostało rannych, gdy birmańskie pociski artyleryjskie eksplodowały na rynku Myawaddy. Żołnierze mieli strzelać także do cywilów, którzy nie brali udziału w głosowaniu Starcia miały też miejsce w Przełęczy Trzech Pagód. Co najmniej pięć tajskich cywilów zostało rannych, kiedy pocisk granatnika wybuchł w mieście Mae Sot, na granicy Tajlandii i Mjanmy.
W wyniku przemocy do Tajlandii uciekło ok. 20 tys. cywilów. 9 listopada miasto Myawaddy zdobyli rebelianci (DKBA) i zostało zamknięte przed siłami rządowymi. Od tej pory z miasta nie docierały żadne informacje. Według źródeł tajskich, wieczorem 9 listopada siły birmańskie podjęły szturm na miasto, a po nocnych walkach, rebelianci kontrolowali zaledwie kilka sektorów miasta.
10 listopada siły rządowe w liczbie ok. 500 żołnierzy odbiły miasto, a rebelianci zostali zepchnięci do lasu. Wojska tajlandzkie nadzorowały uchodźców i wysłały ich z powrotem do Mjanmy, gdy sytuacja uspokoiła się. W walkach o miasto zginęło ok. 5-10 cywili, jednak żołnierze, ani rebelianci DKBA nie przyznali się do strat w cywilach.
10 listopada ponowione zostały walki w Przełęczy Trzech Pagód. Wymiana ognia toczyła się tam z 10 na 11 listopada. W wyniku walk kolejnych 2,5 tys. cywilów uciekło do Tajlandii. Tamtej nocy rebelianci DKBA zajęli na krótko miasto Phayathonzu, które nad ranem odbili żołnierze. Podczas potyczki między 4 a 6 rano obie strony wystrzeliły łącznie co najmniej 30 rakiet. Siły rządowe po bombardowaniu artylerii zniszczyły bazę rebeliantów w Waw Lay.
12 listopada Demokratyczna Armia Buddyjskich Karenów zawiązała sojusz z Narodową Armii Wyzwolenia Karenów przeciwko siłom rządowym. Po tym wydarzeniu, ponownie wybuchły walki. Obie strony wystrzeliwały rakiety. Jeden z granatników RPG ranił w Tinetayar Monastery trzech cywilów.

## Następstwa
Po sporadycznych walkach w 2011 rebelianci przystąpili do rokowań z rządem. Dwustronne rozmowy zakończyły się podpisaniem rozejmu w Ba'an 12 stycznia 2012, kończąc niemal 64-letni konflikt.